# Comuna Frecăței, Brăila
Frecăței este o comună în județul Brăila, Muntenia, România, formată din satele Agaua, Cistia, Frecăței (reședința), Salcia, Stoienești și Titcov.

## Așezare
Ea se află în Insula Mare a Brăilei, și se învecinează la nord și est cu județul Tulcea (Dunărea Veche), la sud și sud-est cu județul Constanța (limită pe brațul Dunărea Veche), iar la est cu Mărașu. Satele comunei se află în partea de est a insulei, de-a lungul Dunării Vechi. În afara transportului naval pe Dunăre, comuna este deservită și de șoseaua județeană DJ212A, care traversează de la nord la sud Insula Mare a Brăilei, ducând spre nord la punctul de trecere cu bacul către Brăila.

## Demografie
Componența etnică a comunei Frecăței
     Români (89,84%)
     Alte etnii (0%)
     Necunoscută (10,16%)
Componența confesională a comunei Frecăței
     Ortodocși (89,26%)
     Alte religii (0,17%)
     Necunoscută (10,57%)
Conform recensământului efectuat în 2021, populația comunei Frecăței se ridică la 1.201 locuitori, în scădere față de recensământul anterior din 2011, când fuseseră înregistrați 1.344 de locuitori. Majoritatea locuitorilor sunt români (89,84%), iar pentru 10,16% nu se cunoaște apartenența etnică. Din punct de vedere confesional, majoritatea locuitorilor sunt ortodocși (89,26%), iar pentru 10,57% nu se cunoaște apartenența confesională.

## Politică și administrație
Comuna Frecăței este administrată de un primar și un consiliu local compus din 9 consilieri. Primarul, Ionel Bălan[*], de la Partidul Național Liberal, este în funcție din 2012. Începând cu alegerile locale din 2024, consiliul local are următoarea componență pe partide politice:
|  | Partid                          | Consilieri | Componența Consiliului | Componența Consiliului | Componența Consiliului | Componența Consiliului | Componența Consiliului | Componența Consiliului |
|  | ------------------------------- | ---------- | ---------------------- | ---------------------- | ---------------------- | ---------------------- | ---------------------- | ---------------------- |
|  | Partidul Național Liberal       | 6          |                        |                        |                        |                        |                        |                        |
|  | Partidul Social Democrat        | 2          |                        |                        |                        |                        |                        |                        |
|  | Alianța pentru Unirea Românilor | 1          |                        |                        |                        |                        |                        |                        |

## Istoric
Actuala comună Frecăței din județul Brăila a fost înființată în anul 1968 prin legea reorganizării administrativ-teritoriale a României, când județului Brăila i-a fost acordată în administrare și jumătatea de est a Bălții Brăilei (ulterior Insula Mare a Brăilei), care aparținuse până atunci raioanelor Măcin și Hârșova din Regiunea Dobrogea.
Înainte de reorganizarea administrativă a României din 1968, satele componente ale actualei comune aparțineau comunelor învecinate de pe malul drept al Dunării: Titcov (sau Mucuroaia) la Peceneaga, Frecăței (Piatra-Frecăței) la Ostrov, Agaua la Dăieni.

## Obiective turistice
- Popasul Blasova
- Lacul Zăton
- Dunărea
- Pensiunea Pescărească